# Народный архитектор СССР
«Народный архитектор СССР» — почётное звание, присваиваемое за особые заслуги в развитии советской архитектуры, выдающуюся творческую деятельность в области градостроительства, за создание современных гражданских, промышленных и сельских архитектурных комплексов, зданий и сооружений, получивших всенародное признание. Утверждено Указом Президиума Верховного Совета СССР от 12 августа 1967 года.

## Положение о почётном звании «Народный архитектор СССР»
1. Почётное звание «Народный архитектор СССР» присваивается Президиумом Верховного Совета СССР за особые заслуги в развитии советской архитектуры, выдающуюся творческую деятельность в области градостроительства, за создание современных гражданских, промышленных и сельских архитектурных комплексов, зданий и сооружений, получивших всенародное признание.
2. Присвоение почётного звания «Народный архитектор СССР» производится по представлению Госстроя СССР, Государственного комитета по гражданскому строительству и архитектуре при Госстрое СССР и правления Союза архитекторов СССР.
3. Лицам, удостоенным звания «Народный архитектор СССР», вручается грамота Президиума Верховного Совета СССР.
4. Лишение почётного звания «Народный архитектор СССР» может быть произведено только Президиумом Верховного Совета СССР. С представлением о лишении указанного звания могут войти в Президиум Верховного Совета суд, Госстрой СССР, Государственный комитет по гражданскому строительству и архитектуре при Госстрое СССР и правление Союза архитекторов СССР.

## Описание нагрудного знака «Народный архитектор СССР»
Нагрудный знак «Народный архитектор СССР» изготовляется из томпака с золочением и имеет четырёхугольную форму в виде картуша размером основы с ушком 22,5 мм * 23,5 мм.
В центральной части знака расположена надпись «Народный архитектор СССР», под ней — рельефное изображение серпа и молота. Знак не окаймлён. Все изображения и надписи выпуклые.
Нагрудный знак при помощи ушка и звена соединяется с золочёной прямоугольной колодочкой размером 18 мм * 21 мм. В основании колодочки расположено изображение лавровых ветвей, Верхняя её часть покрыта красной муаровой лентой. На оборотной стороне колодочка имеет булавку для прикрепления знака к одежде.

## История награждений
Всего почётного звания были удостоены 45 человек.
Первыми кавалерами 20 октября 1970 года стали:
- Бабаханов, Абдулла Бабаханович
- Иофан, Борис Михайлович
- Исраелян, Рафаел Саркисович
- Каменский, Валентин Александрович
- Король, Владимир Адамович
- Курдиани, Арчил Григорьевич
- Орлов, Георгий Михайлович
- Посохин, Михаил Васильевич
- Приймак, Борис Иванович
- Усейнов, Микаэль Алескерович

Последними кавалерами 23 октября 1991 года стали:
- Новиков, Феликс Аронович
- Покровский, Игорь Александрович
- Рочегов, Александр Григорьевич